# Буда (Молдова)
Буда (рум. Buda) — село в Каларашском районе Молдавии. Является административным центром коммуны Буда, включающей также село Урсарь.

## История
Согласно Спискам населенных мест Бессарабской губернии за 1859 год, Буда — монастырское село при речке Кунил (Рекатеу) в 55 дворов. Население составляло 253 человека (127 мужчин, 126 женщин). В селе имелась одна православная церковь. Буда входила в состав Кишиневского уезда Бессарабской губернии.

## География
Село расположено на высоте 164 метров над уровнем моря.

## Население
По данным переписи населения 2004 года, в селе Буда проживает 799 человек (386 мужчин, 413 женщины).
Этнический состав села:
| Национальность | Число жителей | Процентный состав |
| -------------- | ------------- | ----------------- |
| молдаване      | 749           | 93.74             |
| румыны         | 25            | 3.13              |
| цыгане         | 14            | 1.75              |
| русские        | 6             | 0.75              |
| украинцы       | 4             | 0.5               |
| прочие         | 1             | 0.13              |
| Всего          | 799           | 100%              |

## Известные уроженцы
- Попа, Николае (род. 1959) — молдавский поэт и писатель.